# NGC 2955
NGC 2955 (również PGC 27666 lub UGC 5166) – galaktyka spiralna (Sb), znajdująca się w gwiazdozbiorze Małego Lwa. Odkrył ją William Herschel 28 marca 1786 roku.
W galaktyce tej zaobserwowano supernową SN 2015A.